# Front paysan
Le Front paysan est une organisation du mouvement agrarien français, créée le 22 juin 1934 à l’initiative de Henri Dorgères, président des Comités de défense paysanne.

## Composition
Coalition de trois blocs :
1. le bloc agraire avec le Parti agraire et paysan français (PAPF) dirigé par Fleurant Agricola.
2. le bloc professionnel avec l’Union nationale des syndicats agricoles (UNSA) et diverses grandes associations sectorielles (blé, betterave, vin…) ; syndicats dits « de la rue d’Athènes » du nom de la rue où se trouve à Paris le siège de l’UNSA, dirigé par Jacques Le Roy Ladurie.
3. le bloc de Défense paysanne, avec les Comités de défense paysanne, d'Henri Dorgères, les « Chemises vertes ».

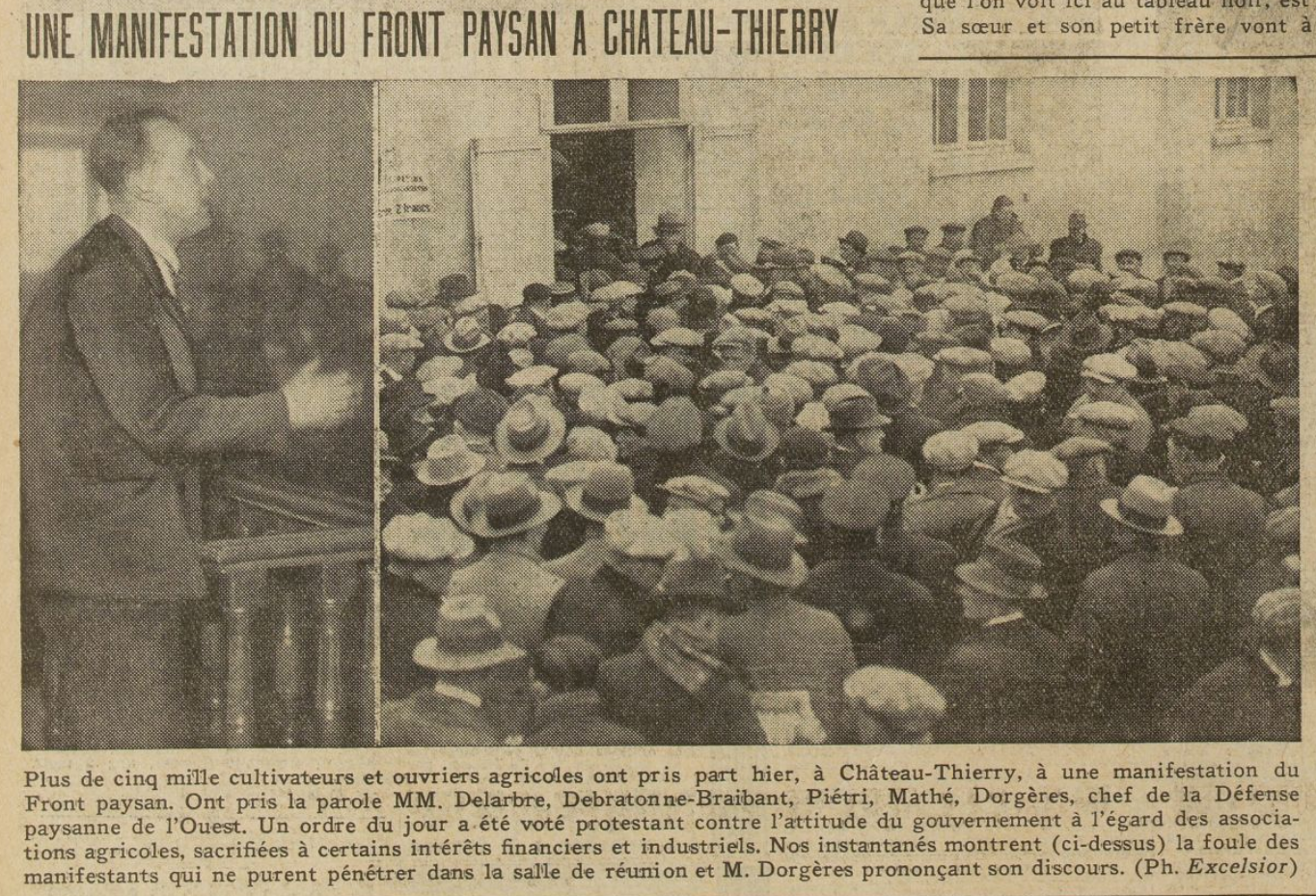
Henri Dorgères lors d'une manifestation du Front paysan à Château-Thierry dans Excelsior du 9 mars 1935.

Le Front paysan prône le corporatisme face à des républicains qui menaceraient les fondations de l'identité paysanne.

## Histoire

### Contexte
Le Front paysan est constitué dans un contexte de baisse des revenus agricoles, entrainé par l'augmentation des coûts d’investissement et cotisations sociales, l’exode rural des ouvriers agricoles, la chute du cours du blé, entre 1933 et 1935 entrainant une crise des ciseaux.
Le 1er mars 1936, le Front paysan est officiellement mis en sommeil pour la durée des élections législatives.